# Парис (Арканзас)
Парис (енгл. Paris) град је у америчкој савезној држави Арканзас.

## Демографија
По попису из 2010. године број становника је 3.532, што је 175 (-4,7%) становника мање него 2000. године.
| Група             | 2000.         | 2010.         |
| Белци             | 3.491 (94,2%) | 3.267 (92,5%) |
| Афроамериканци    | 74 (2,0%)     | 86 (2,4%)     |
| Азијати           | 4 (0,1%)      | 23 (0,7%)     |
| Хиспаноамериканци | 80 (2,2%)     | 81 (2,3%)     |
| Укупно            | 3.707         | 3.532         |